# Osyp Kuryłas
Osyp Kuryłas (ur. 26 lipca 1870 w Szczercu, zm. 25 czerwca 1951 we Lwowie) – ukraiński malarz i grafik. Autor licznych ikonostasów i reprezentant ukraińskiego malarstwa realistycznego początku XX w. 

## Życiorys
Ukończył Lwowską Szkołę Przemysłową, a później Akademię Sztuk Pięknych w Krakowie. Był uczniem m.in. Jacka Malczewskiego i Leona Wyczółkowskiego. Zajmował się ilustracją książek, malował również obrazy o tematyce historycznej. Był jednym z pionierów ukraińskiego realizmu oraz autorem wielu ikonostasów w Galicji.
Był związany z ukraińskim ruchem wyzwoleńczym. W latach 1915–1918 służył w Kwaterze Prasowej Legionu Ukraińskich Strzelców Siczowych. Po wojnie osiadł we Lwowie. Zajmował się malarstwem olejnym i akrylowym, tematyka jego prac była zróżnicowana: od portretów, przez pejzaże i sceny rodzajowe z życia wsi po ilustracje do książek dla dzieci. 